# Loket
Loket (tjekkisk udtale: [ˈlokɛt] ; tysk: Elbogen) er en by i distriktet Sokolov i regionen Karlovy Vary i Tjekkiet med omkring 3.100 indbyggere. Byen er kendt for Loket Slot, et gotisk slot fra det 12. århundrede. Den historiske bykerne er velbevaret og er beskyttet ved lov som bymonument.
Landsbyerne Dvory, Nadlesí og Údolí er administrative dele af Loket.

## Etymologi
Både Loket og Elbogen betyder "albue" på henholdsvis tjekkisk og tysk. Byen har fået sit navn på grund af, at byens centrum er omgivet på tre sider af floden Ohře (Eger), og flodens løb ligner her en albue.

## Geografi
Loket ligger omkring 6 kilometer  øst for Sokolov og 8 km  sydvest for Karlovy Vary. Den ligger for en stor del i Slavkovskoven, kun den nordvestlige del af byen strækker sig ind i Sokolov-bassinet . Det højeste punkt er bakken Zelenáč der er 707 meter over havets overflade. 

## Historie
I anden halvdel af det 12. århundrede blev kongeslottet Loket bygget på et forbjerg i Ohře-flodens sving. Det plejede at blive kaldt "Nøglen til Kongeriget Bøhmen". Kort efter opstod en lille by, første gang nævnt i 1234, nedenfor slottet.
I begyndelsen af det 15. århundrede blev den kongelige by befæstet og forvandlet til et vigtigt omdrejningspunkt for den bøhmiske krone. I løbet af det 19. århundrede blev byen berømt for sin lokale porcelænsfabrik. Industriproduktionen var dog placeret i de omkringliggende byer.
Byen var en del af det østrigske imperium indtil 1918, i Falkenau 18. distrikt (en af de 94 "Bezirkshauptmannschaften" i Bøhmen).
Fra 1938 til 1945 var det en af kommunerne i Sudeterland. I 1945 blev den tyske befolkning fordrevet i henhold til Beneš-dekreterne. I slutningen af det 20. århundrede gennemgik slottet en komplet genopbygning og blev efterfølgende åbent for offentligheden.

## Kultur
Loket er vært for en årlig operafestival, som finder sted i et udendørs amfiteater med slottet som kulisse. Festivalen, kaldet Loketské kulturní léto ("Loket Kultursommer"), blev etableret i 2000. Amfiteatret har en kapacitet på 1.800 siddende tilskuere.

## Seværdigheder
Det mest besøgte historiske monument i byen er det romanske Loket Slot. Under  Huset Luxemburg tjente slottet som en midlertidig bolig for medlemmer af den kongelige familie. Under 30-årskrigen blev det erobret og plyndret af svenske tropper. Det forladte slot brændte ned i 1725 og blev ombygget til et regionalt fængsel i 1822.